# دينيسي آيسنبرج ريتش
دينيسي آيسنبرج ريتش (بالإنجليزيَّة: Denise Eisenberg Rich؛ بالألمانيَّة: Denise Eisenberg Rich) هي نجمة اجتماعية ومغنية وملحنة ومغنية مؤلفة أمريكية ونمساوية، ولدت في 26 يناير 1944 في ورسستر في الولايات المتحدة.

## وصلات خارجية
- الموقع الرسمي
- دينيسي آيسنبرج ريتش على موقع IMDb (الإنجليزية)
- دينيسي آيسنبرج ريتش على موقع ميوزك برينز (الإنجليزية)
- دينيسي آيسنبرج ريتش على موقع إن إن دي بي (الإنجليزية)
- دينيسي آيسنبرج ريتش على موقع ديسكوغز (الإنجليزية)